# Terry Cooper
Terence "Terry" Cooper (Brotherton, 12 de julho de 1944 – 2021) foi um futebolista e treinador britânico que atuou como zagueiro.

## Carreira
Cooper jogou 351 partidas pelo Leeds United de 1964 a 1975, com o qual conquistou a Copa da Liga Inglesa em 1968, marcando o gol decisivo na final contra o Arsenal, e a primeira divisão em 1969.
Foi titular da Seleção Inglesa que disputou a Copa do Mundo de 1970.

## Morte
Em 31 de julho de 2021, o Leeds divulgou a morte do Cooper.